# Calesia flabellifera
Calesia flabellifera är en fjärilsart som beskrevs av Moore 1878. Calesia flabellifera ingår i släktet Calesia och familjen nattflyn. Inga underarter finns listade i Catalogue of Life.